# Probythinella
Probythinella is een geslacht van weekdieren uit de klasse van de Gastropoda (slakken).

## Soorten
- Probythinella emarginata (Kuster, 1852)
- Probythinella protera Pilsbry, 1953